# Schwarze Lotterie
Schwarze Lotterie ist die umgangssprachliche Bezeichnung für eine ohne Erlaubnis, also illegal, veranstaltete oder vermittelte Lotterie.

## Hintergrund
Eine Lotterie ist ein Glücksspiel, das öffentlich nur mit Erlaubnis der zuständigen deutschen Behörden veranstaltet oder vermittelt werden darf. Erlaubnisse ausländischer Behörden, auch aus den Mitgliedsländern der EU, haben in Deutschland keine Wirkung.
„Öffentlich“ ist eine Lotterie dann, wenn die Möglichkeit der Teilnahme einem größeren, nicht geschlossenen Personenkreis offensteht oder wenn die Lotterie gewohnheitsmäßig in Vereinen oder sonstigen geschlossenen Gesellschaften durchgeführt wird.
Lotterieangebote, die nach den gesetzlichen Regelungen nicht erlaubt oder nicht erlaubnisfähig sind, werden als Schwarze Lotterien bezeichnet. Für die Bezeichnung einer illegalen Lotterie als Schwarze Lotterie kommt es nicht darauf an, ob das jeweilige Lotterieangebot nach den gesetzlichen Vorgaben nicht erlaubnisfähig ist oder ob bei einer erlaubnisfähigen Lotterie der Veranstalter bzw. der Vermittler nicht über eine Erlaubnis verfügt.

### Abgrenzung zur Wette
Eine neue Variante rechtlich bedenklicher Glücksspielangebote im Sinne von „Schwarzen Lotterien“ sind Wetten auf die Ergebnisse erlaubter Lotterien, z. B. auf die nächste Ziehung der Lottozahlen 6 aus 49. Fälschlicherweise werden solche Glücksspiele von den Veranstaltern häufig als „Zweitlotterie“ oder „Sekundärlotterie“ bezeichnet. Die im Ausland ansässigen Anbieter vermitteln jedoch keine Spielteilnahme an den beworbenen erlaubten Lotterieveranstaltungen (wie die gem. § 3 Abs. 6 GlüStV zugelassenen Gewerblichen Spielvermittler), sondern versprechen den Kunden im Gewinnfall die Auszahlung eines Betrages, welcher der Quote der betreffenden Lotterie entspricht. Somit entsteht kein Vertragsverhältnis und damit auch kein Gewinnanspruch des Spielers gegen den Veranstalter der bewetteten Lotterie, sondern lediglich ein Anspruch des Spielers gegen den Anbieter der Wette, denn es handelt sich nicht um eine Lotterieteilnahme, sondern um die Wette mit einem Dritten über das Ergebnis einer Lotterieziehung. Man spricht daher auch von schwarzen Lotteriewetten oder schwarzen Wetten, da es sich zwar um keine Lotterien, aber dennoch illegales Glückspiel handelt. Nicht nur die Veranstalter, auch die Verbraucher beteiligen sich dabei am unerlaubten Glücksspiel.

## Etymologie
Der Wortbestandteil „schwarz“ wird im übertragenden Sinne mit der Bedeutung „illegal, ohne Genehmigung“ verwendet.
Die Begrifflichkeit ist in Analogie zu Begriffen wie Schwarzgeld, Schwarzarbeit, Schwarze Kassen oder Schwarzfahren zu sehen.